# حارة غول أحمد علي (صنعاء)
حارة غول أحمد علي هي إحدى حارات حي شعوب بمديرية شعوب إحد مديريات العاصمة اليمنية صنعاء، بلغ تعداد سكانها 1284 نسمة حسب تعداد اليمن لعام 2004.